# کابوی‌های خاص
کابوی‌های خاص (انگلیسی: The Particular Cowboys) یک فیلم صامت کوتاه کمدی است که در سال ۱۹۱۴ منتشر شد. از بازیگران این فیلم می‌توان به ریموند مک‌کی و اولیور هاردی اشاره کرد.